# Odmaralište
Odmaralište je mesto koje služi za smeštaj, odmor, rekreaciju i zabavu turista. Odmarališta raspolažu mnogobrojnim smeštajnim kapacitetima i bave se pružanjem raznih ugostiteljskih usluga. To mogu biti apartmani ili stanovi u manjim, izdvojenim višespratnim zgradama, u bungalovima, kolibama, kućama za odmor ili naseljima. Termin resort ima različita značenja, jer se po Africi, Centralnoj Americi i Karibima i po nekim dalekoistočnim zemljama to odnosi na zatvoreno hotelsko naselje koje imitira neki grad i turistima nudi sve što im treba za boravak, od restorana, objekata za sport i zabavu do trgovina i svega ostalog. Za razliku od tog po Evropi i Severnoj Americi resort je svako turističko naselje koje turistima pruža nešto: kupanje, skijanje, planinarenje, razgledanje kulturnih dobara, gastronomske ili spiritualne užitke.